# Arqueología Mexicana
Arqueología Mexicana est une revue mexicaine bimestrielle en espagnol coproduite par la maison d'édition Editorial Raíces et l'INAH. Ses articles, rédigés par des mésoaméricanistes reconnus, sont spécialisés sur l'histoire préhispanique du Mexique.